# ألبرت بورلا
ألبرت بورلا هو مسير أعمال يوناني، ولد في 21 أكتوبر 1961 في سالونيك في اليونان. الرئيس التنفيذي لشركة فايزر منذ 1 يناير 2019.